# Selkirk (Manitoba)
Selkirk è un comune (city) del Canada, situato nel sud della provincia di Manitoba, a circa 22 km da Winnipeg.